# اکوکو ادو
اکوکو ادو (به لاتین: Akoko Edo) یک سکونتگاه مسکونی در نیجریه است که در ایالت ادو واقع شده‌است.